# Collet de Tamié
Pour les articles homonymes, voir Tamié.
Ne doit pas être confondu avec Col de Tamié.
Le collet de Tamié est un col routier secondaire de France situé en Savoie, au-dessus d'Albertville. Il est situé juste au-dessus du col de Tamié, au niveau du fort du même nom, sur la route départementale 104 qui descend à Mercury.